# Hirneto
En la mitología griega Hirneto (en griego Ὑρνηθώ) era la hija de Témeno y esposa de Deifontes, y por lo tanto una de los Heraclidas. Hirneto y Deifontes engendraron a Antímenes, Jantipo y Argeo, y una hija, Orsobia, que se casó con Pánfilo, hijo de Egimio.
Témeno, posponiendo a sus hijos Agelao, Eurípilo y Calias, favoreció a su hija Hirneto y a su marido Deifontes; por ello los hijos buscaron mercenarios para matar a su padre. Pero cometido el crimen, el ejército decidió que el reino correspondía a Hirneto y Deifontes.
Témeno se servía abiertamente de Deifontes en lugar de sus hijos, como estratego para las batallas y lo tenía como consejero para todos los asuntos y, como lo había hecho ya antes su yerno y sentía predilección de entre sus hijas por Hirneto, era sospechoso de querer dejarle el reino a ella y a Deifontes. Por causa de esto, sus hijos conspiraron contra él, y Ciso, que era el mayor de ellos, se apoderó del reino.
Pitireo, hijo de Ion, fue con sus ciudadanos a Atenas y se estableció allí, mientras que Deifontes y los argivos ocuparon la región de Epidauro. Al morir Témeno, éstos se separaron de los otros argivos; Deifontes e Hirneto por su odio hacia los hijos de Témeno, y el ejército que iba con ellos, porque respetaba más a Deifontes y a Hirneto que a Ciso y a sus hermanos.
Bajando hacia la ciudad de Epidauro hay un lugar que tiene olivos silvestres; lo llaman Hirnetio. Ciso y los demás hijos de Témeno sabían que afligirían a Deifontes si de alguna manera podían separar a Hirneto de él. Así pues, fueron a Epidauro Cerines y Falces; a Agreo, el más joven, no le agradó lo que hacían. Ellos deteniendo el carro al pie de la muralla, enviaron un heraldo a su hermana, diciendo que querían conversar con ella.
Cuando obedeció a su llamada, los jóvenes hicieron muchas acusaciones contra Deifontes, y le suplicaron repetidamente que regresara a Argos, prometiéndole, entre otras cosas, que la entregarían en matrimonio a un hombre mejor en todo que Deifontes, que mandaba sobre mayor número de hombres y en una tierra más próspera. Pero Hirneto, doliéndose mucho por lo que le dijeron, le respondió en el mismo tono, afirmando que Deifontes era un marido agradable para ella y que había sido un yerno irreprochable de Témeno, y que ellos debían ser llamados asesinos de Témeno más que hijos. Ellos, sin responderle ya nada, la cogieron, la subieron al carro y se marcharon. Un epidaurio anunció a Deifontes que Cerines y Falces se habían ido llevándose a Hirneto en contra de su voluntad. Él en persona fue a defenderla a toda velocidad, y los de Epidauro al enterarse acudieron en su ayuda. Cuando Deifontes los encontró, a Cerines le disparó y lo mató, pero tuvo miedo de disparar a Falces que agarraba a Hirneto, no fuera que fallase y la matase a ella, y agarrándola, intentó quitársela. Pero Falces, resistiendo y tirando de ella con mayor violencia, la mató, porque estaba embarazada. Al darse cuenta de lo que había hecho a su hermana, condujo el carro muy temerariamente, apresurándose a tomar la delantera antes de que todos los de Epidauro se congregasen contra él; pero Deifontes y sus hijos recogieron entonces el cadáver de Hirneto y lo llevaron a este lugar que con el tiempo fue llamado Hirnetio. Ellos le hicieron un heroon, y le otorgaron otras honras, y respecto a los olivos que crecen allí y los demás árboles de dentro se estableció la costumbre de que nadie se llev e a su casa las ramas rotas, ni las utilice para nada, sino que las dejen allí en el lugar y sean consagradas a Hirneto.
Regresando de la Cele dicen que está la tumba de Hirneto. Si es que está vacía y simplemente está erigida para recuerdo de esta mujer, dicen cosas verosímiles; pero si consideran que aquí yace el cadáver de Hirneto, y que lo crea el que no esté enterado de la historia de Epidauro.